# Chronologie des Krieges in Nahost, Dezember 2024 und Januar 2025
Die Chronologie des Krieges in Nahost, Dezember 2024 und Januar 2025 dokumentiert die Entwicklungen seit dem Terrorangriff der Hamas auf Israel vom 1. Dezember 2024 bis zum 31. Januar 2025. Für den zeitlichen Ablauf des kompletten israelisch-palästinensischen Konflikts siehe Chronologie des israelisch-palästinensischen Konflikts.

## Dezember 2024

### 1. Dezember
Das UN-Flüchtlingshilfswerk UNRWA unterbrach aus Sicherheitsgründen seine über den Hauptgrenzübergang Kerem Schalom getätigten Hilfslieferungen zum Gazastreifen. Bewaffnete Banden hätten wiederholt Lieferungen geplündert.

### 2. Dezember
Der ägyptische Außenminister berichtete, Delegationen der militant-islamistischen Hamas und der im Westjordanland regierenden säkularen Fatah hätten sich dahingehend verständigt, dass der Gazastreifen nach Kriegsende „vollständig“ von der palästinensischen Autonomiebehörde kontrolliert werden solle.
Zwischen Israel und der libanesischen Hisbollah-Miliz kam es zu Schlagabtauschen – Raketenbeschuss von der Hisbollah und israelischen Angriffen im Südlibanon. Libanesische Stellen meldeten neun Tote. Beide Seiten warfen einander Verletzungen der Waffenruhe vor. Die USA plädierten dafür, die erfolgten Verstöße nicht überzubewerten.
Die Außenminister Deutschlands, Frankreichs und Großbritanniens riefen Israel brieflich dazu auf, die ungehinderte Einfuhr humanitärer Hilfe im Gazastreifen sicherzustellen. Das israelische Außenministerium wies den Brief scharf zurück. Man schränke die Einfuhr nicht ein, die Probleme entstünden bei der Verteilung, unter anderem „aufgrund von Plünderungen durch die Hamas“.

### 3. Dezember
Ärzte forderten die Wiedereröffnung eines humanitären Korridors für medizinische Evakuierungen aus dem Gazastreifen. Etwa 25.000 Menschen dort bräuchten lebensrettende medizinische Hilfe, hieß es in einer Erklärung der Physicians for Human Rights Israel (PHRI) und des Krankenhausnetzwerks Ostjerusalem.
Die der Islamischen Republik Iran nahestehende Huthi-Miliz reklamierte drei gegen Israel geführte Drohnenattacken für sich. Sie habe dabei Unterstützung aus dem Irak erhalten.
Laut israelischen Meldungen wurde ein hochrangiger, für Verbindungen zur syrischen Armee verantwortlicher Hisbollah-Funktionär in der Nähe von Damaskus bei einem israelischen Luftangriff auf ein Auto getötet. Auch im Westjordanland wurden zwei Menschen bei einem Angriff auf ein Auto getötet; die israelische Armee sagte, der Angriff habe Terroristen gegolten. Bei Angriffen im Zentrum des Gazastreifens seien zudem sieben am Massaker des 7. Oktober beteiligte Palästinenser getötet worden.
Die UN-Vollversammlung stimmte mit einer Mehrheit von 157:8 für die Resolution 79/81, die die Schaffung eines palästinensischen Staates gemäß der Grünen Linie und das Ende der völkerrechtswidrigen israelischen Besatzung der Palästinensergebiete forderte. Neben den acht Gegenstimmen (Argentinien, Israel, Mikronesien, Nauru, Palau, Papua-Neuguinea, Ungarn, USA) gab es sieben Enthaltungen (Ecuador, Georgien, Kamerun, Paraguay, Tschechien, Ukraine, Uruguay). Frankreich und Saudi-Arabien kündigten für das kommende Jahr einen Gipfel zur Zweistaatenlösung an.

### 5. Dezember
Nach monatelangen Recherchen kam die Menschenrechtsorganisation Amnesty International in einem Bericht zu dem Ergebnis, der israelische Staat begehe „Völkermord“ im Gazastreifen.

### 8. Dezember
Stunden nach dem Sturz des Assad-Regimes übernahmen die israelischen Streitkräfte die vollständige Kontrolle über die UN-Pufferzone auf den Golanhöhen sowie über die Städte Chan Arnaba und Madinat al-Baath. Israel besetzte auch die syrische Seite des Bergs Hermon am Südende des Anti-Libanon.

### 11. Dezember
Laut dem Jahresbericht von Reporter ohne Grenzen sind seit Oktober 2023 im Gazastreifen und im Libanon 145 Journalisten von der israelischen Armee getötet worden. Die Organisation reichte diesbezüglich gegen Israel Klagen beim Internationalen Strafgerichtshof wegen Kriegsverbrechen gegen Journalisten ein. In den Augen der Organisation ist der Gaza-Streifen zur „gefährlichsten Region der Welt für Journalisten geworden“. Dort ist „der Journalismus selbst vom Aussterben bedroht“, da die israelische „Mediensperre“ ausländischen Journalisten die Einreise verwehrt.
Mit der Resolution ES-10/26 fordert die UN-Vollversammlung mit 158 Ja-Stimmen bei 9 Nein-Stimmen eine sofortige, bedingungslose und dauerhafte Waffenruhe und die sofortige Freilassung aller Geiseln.

### 12. Dezember
Bei einem israelischen Luftangriff sind laut Reuters 33 Palästinenser getötet worden. Reuters zufolge beschossen die israelischen Streitkräfte eine Poststelle im Flüchtlingslager Nuseirat. Israel erklärte, der Luftangriff habe einen Anführer des Islamischen Dschihad zum Ziel gehabt.

### 15. Dezember
Israel flog im Anschluss an den Fall der syrischen Assad-Regierung Luftangriffe auf militärische Ziele in Syrien. Der israelische Ministerpräsident Benjamin Netanjahu kündigte eine Expansion israelischer Siedlungen in den besetzten syrischen Gebieten an.

### 19. Dezember
Die nichtstaatliche Organisation Human Rights Watch warf der israelischen Regierung in einem ausführlichen Bericht Völkermord vor, da Israel den Palästinensern im Gazastreifen bewusst sauberes Wasser verweigere.
In einem Bericht kam die Organisation Ärzte ohne Grenzen zu dem Schluss, dass es im Gazastreifen klare Zeichen ethnischer Säuberungen gebe.
Die UN-Generalversammlung stimmte einer Resolution zu, nach der der Internationale Gerichtshof ein Rechtsgutachten zur Frage erstellen müsse, ob Israel Hilfsleistungen für Palästinenser von den Vereinten Nationen und internationalen Gruppen zulassen müsse.

### 21. Dezember
Beim Einsatz gegen die Huthi-Miliz schoss die Gettysburg versehentlich eine F/A-18 Hornet der Harry S. Truman vor der Küste des Jemen mit einer Rakete ab („Friendly Fire“). Beide Piloten wurden gerettet, einer leicht verletzt. Beim Einsatz der US-Truppen wurden mehrere Huthi-Drohnen und ein Marschflugkörper über dem Roten Meer abgeschossen.

### 26. Dezember
Die New York Times veröffentlichte eine Recherche, der zufolge das israelische Militär nach dem 7. Oktober 2023 die als akzeptabel eingestufte Anzahl toter Zivilisten in Gaza scharf erhöhte. So seien israelische Offiziere mittlerer Dienstgrade autorisiert worden, zur Tötung eines niederrangigen Hamas-Kämpfers bis zu 20 tote Zivilisten in Kauf zu nehmen. In einigen Fällen seien Angriffe genehmigt worden, von denen man wusste, dass sie an die 100 Zivilisten gefährden würden. Dabei habe sich das israelische Militär oft auf „ein grobes statistisches Modell“ gestützt.
Der Chef der Weltgesundheitsorganisation (WHO), Tedros Adhanom Ghebreyesus, geriet bei einem israelischen Luftangriff auf den Flughafen von Jemens Hauptstadt Sanaa unter Feuer. Laut der BBC wurden nach Angaben der Huthi-Miliz drei Menschen getötet und 30 weitere verletzt. Der WHO-Chef und die anderen Mitglieder seiner Delegation blieben unverletzt, doch unter den Verletzten befand sich ein Besatzungsmitglied ihres Flugzeugs.

### 28. Dezember
Die Weltgesundheitsorganisation (WHO) übte scharfe Kritik an einem Militäreinsatz der israelischen Armee, der das Kamal-Adwan-Krankenhaus, das letzte noch funktionierende Krankenhaus im Norden des Gazastreifens, außer Betrieb setzte. Die israelische Armee nahm dabei nach eigenen Angaben 240 mutmaßliche Hamas-Kämpfer gefangen. Nach Angaben der WHO gefährdet die „über 80 Tagen andauernde Belagerung“ das Leben der 75.000 Menschen, die in diesem Gebiet verblieben sind.

### 31. Dezember
Das UN-Menschenrechtsbüro veröffentlichte einen Bericht, wonach Israel zwischen Oktober 2023 und Juni 2024 mindestens 27 Kliniken und 12 andere medizinische Einrichtungen im Gazastreifen 136 Mal angegriffen habe. Das Menschenrechtsbüro spricht von „erheblichen“ Opferzahlen. Dem Bericht zufolge liegen keine stichhaltigen Beweise vor, dass die Krankenhäuser von der Hamas für militärische Zwecke genutzt worden seien, wie es Israel als Begründung für die Angriffe anführte. Gezielte Angriffe auf nicht militärisch genutzte Kliniken und unverhältnismäßige Angriffe auf Zivilisten seien Kriegsverbrechen, erklärte das Büro.

## Januar 2025

### 3. Januar
Der Staat Israel und die Palästnenserorganisation Hamas wollen in eine neue Runde der am 25. August 2024 vorläufig ausgesetzten Waffenstillstandsverhandlungen treten. Israels Regierungschef Benjamin Netanjahu genehmigte nach Angaben seines Büros am 3. Januar 2025 die Entsendung einer Verhandlungsdelegation in die Hauptstadt des arabischen Emirats Katar Doha. Katar vermittelt zusammen mit Ägypten und den Vereinigten Staaten im seit Oktober 2023 laufenden Golfkrieg zwischen Israel und der der islamistischen Palästinenserorganisation Hamas. Diese lehnte direkte Verhandlungen bisher ab, will aber anscheinend zu den bevorstehenden Verhandlungen Vertreter ihrer Organisation schicken. Wie die französische Nachrichtenagentur AFP meldete, sei eine Delegation der Palästinenserorganisation bereits in der ägyptischen Hauptstadt Kairo eingetroffen, um in den kommenden Tagen die in Doha bevorstehenden Verhandlungen vorzubereiten. Zuletzt hatten sich Israel und die Hamas gegenseitig vorgeworfen, den Abschluss einer Waffenstillstandsvereinbarung zu verzögern. Einer der Hauptstreitpunkte in den bevorstehenden Verhandlungen wird die Frage einer dauerhaften Waffenruhe sein. Die Hamas fordert Medienberichten zufolge, dass Israel sich nicht nur zu einer Waffenruhe, sondern darüber hinaus zu einem Ende des laufenden Gazakrieges verpflichtet. Israel hingegen will nur eine mehrstufige Vereinbarung mit befristeten Feuerpausen akzeptieren.
Als Voraussetzung für die Wiederaufnahme der Waffenstillstandsverhandlungen fordert Israel von der Hamas eine Liste mit Namen aller im Gazastreifen festgehaltenen noch lebenden Geiseln. Medienberichten zufolge erklärte die Hamas, dass sie für die Zusammenstellung einer solche Liste eine Kampfpause benötige, um Aufenthaltsort und Gesundheitszustand der Geiseln feststellen zu können.

### 4. Januar
Israels Luftwaffe und der Inlandsgeheimdienst Schin Bet meldeten mehr als 100 Angriffe auf sogenannte „Terrorziele“ in Gaza an, darunter auch mehrere Raketenabschussrampen. Dabei sollen Dutzende Mitglieder der Hamas „eliminiert“ worden sein. Man habe auf deren Raketenangriffe reagiert. Angeblich sollen vor den Angriffen Maßnahmen ergriffen worden sein, um Zivilopfer zu vermeiden, nach Hamas-Angaben gab es auch viele zivile Opfer.
Die Hamas veröffentlichte ein Video mit der 19-jährigen Soldatin Liri Albag, die am 7. Oktober 2023 aus einem Grenzüberwachungszentrum der israelische Armee (IDF), dass sich in der Nähe des Kibbuz Nahal Oz am Grenzzaun zum Gazastreifen als Geisel der Hamas in den Gazastreifen entführt wurde und sich dort noch in Geiselhaft befindet. Liri Albag sagte in dem Video, das von der Hamas von ihr während ihrer Geiselhaft aufgenommen wurde: „Ich bin seit mehr als 450 Tagen eine Gefangene in Gaza.“ Albags Mutter wandte sich an die Bevölkerung: „Liebes Volk Israel, heute haben wir ein Lebenszeichen von Liri erhalten. Wir haben ein Video gesehen, das schwer zu ertragen war. Das ist nicht die Liri, die wir kennen.“ Ihr Vater fügte hinzu: „Wir haben vom Premierminister und vom Verteidigungsminister gefordert, dass das Verhandlungsteam nicht ohne eine Einigung zurückkehren darf. Wir haben ihren Worten entnommen, dass sie bereit sind, ein Abkommen zu schließen und alle Geiseln nach Hause bringen.“
Die Soldatinnen des überwiegend mit weiblichen Angehörigen der IDF besetzten Grenzüberwachungszentrums des IDF-Feldaufklärungskorps (Einheit 414) zu denen auch Liri Albag gehörte, hatten im Vorfeld des Überfalls der Hamas auf Israel ihre Vorgesetzten von den im Gazastreifen nahe der „Grünen Linie“ getroffenen Vorbereitungen der Terroristen auf den Überfall informiert; diese unternahmen jedoch nichts, um den am 7. Oktober 2023 erfolgten Terrorangriff zu verhindern und so die beispiellosen Gemetzel und Geiselnahmen in den grenznahen israelischen Ortschaften und während des Supernova-Festivals zu verhindern. Ines De La Cuetara vom Video-Nachrichtenkanal ABC News Live sprach mit Soldatinnen des Grenzüberwachungszentrums der IDF und berichtete in einem Video auf Facebook über Warnzeichen, die von den jungen Frauen im Vorfeld des Terrorüberfalls der Hamas wahrgenommen und gemeldet, von ihren Vorgesetzten aber vermutlich ignoriert wurden.
100 Geiseln befinden sich israelischen Angaben zufolge noch in Geiselhaft der Hamas, darunter auch die Leichen von zwei israelischen Soldaten, die sich schon seit zehn Jahren in Gewalt der Hamas befinden. Die Terrororganisation beabsichtigt laut dpa auch Tote zu nutzen, um die Freilassung palästinensischer Häftlinge aus israelischen Gefängnissen zu erreichen.
In den israelischen Großstädten Tel Aviv, Jerusalem und Haifa demonstrierten am heutigen Tag Tausende Israelis für ein Ende des laufenden Gazakriegs und die Freilassung der israelischen Geiseln aus der Geiselhaft der Hamas. Von der Regierung Benjamin Netanjahus forderten die Demonstranten eine sofortige Waffenruhe mit der Terrororganisation zu vereinbaren, um so die entscheidende Voraussetzung für die Freilassung der im Gazastreifen inhaftierten Geiseln zu schaffen. Der israelische Verteidigungsminister Israel Katz bestätigte die Wiederaufnahme der indirekten Verhandlungen über eine Waffenruhe; laut dpa sollen diese jedoch nur langsam vorankommen. Angehörige und Demonstranten warfen Netanjahu vor, mit immer neuen Forderungen eine Waffenruhe hinauszuzögern und damit die Geisel-Freilassung zu torpedieren, was von ihm bestritten wird.

### 9. Januar
Eine in der medizinischen Fachzeitschrift The Lancet veröffentlichte Studie von Akademikern der London School of Hygiene & Tropical Medicine, der University of Cambridge, der Yale University und der Universität Nagasaki kam zu dem Schluss, die aus traumatischen Verletzungen resultierenden Opferzahlen in Gaza seien wesentlich höher als die von dem Gesundheitsministerium in Gaza angegebenen Zahlen. Das von der Hamas kontrollierte Gesundheitsministerium hatte für den Zeitraum Oktober 2023 bis 30. Juni 2024 eine Opferzahl von 37.877 Toten veröffentlicht. Die Lancet-Analyse schätzte die wahren Opferzahlen für den Zeitraum bis Ende Juni 2024 auf 64.260 Tote. Damit seien die von dem Gesundheitsministerium in Gaza veröffentlichten Zahlen um rund 41 % zu niedrig gewesen. Den Anteil der Frauen, Minderjährigen und über 65 Jahre alten Senioren unter den Toten schätzten die Wissenschaftler auf 59,1 %.

### 14. Januar
Die laufenden Waffenstillstandsverhandlungen zwischen den Unterhändlern der Terrororganisation Hamas und dem Staat Israel standen kurz vor dem Abschluss. Wie aus dem Umfeld der Hamas bekannt geworden ist, sollen zunächst 33 israelische Geiseln im Austausch für rund 1000 palästinensische Gefangene freigelassen werden. Ein israelischer Regierungsvertreter erklärte hingegen, dass die Zahl der Palästinenser, die nach erfolgreichen Abschluss der ersten Verhandlungsrunde aus israelische Gefängnissen freikommen würden, davon abhänge, wie viele von den 33 Geiseln, welche die Hamas freilassen will, noch am Leben seien. Die Truppenpräsenz der israelischen Armee (IDF) im Gazastreifen betreffend, erklärte er, dass das israelische Militär Gaza nicht eher verlassen werde, bevor nicht alle Geiseln nach Israel zurückgekehrt seien. Der Regierungsvertreter Israels stellte außerdem klar, dass es bei den laufenden Waffenstillstandsverhandlungen lediglich um eine vorübergehende Waffenruhe zwischen den Kriegsparteien gehe und nicht um eine endgültige Friedenslösung in der Region Palästina.
Beim Terrorangriff der Hamas auf Israel am 7. Oktober 2023 waren insgesamt 251 Geiseln aus Israel in den Gazastreifen verschleppt worden. 157 Geiseln wurden zwischenzeitlich von der Hamas freigegeben oder sind gerettet worden – 117 lebend und 40 verstorben. Wie das Büro des israelischen Premierministers mitteilte, befinden sich noch 98 Geiseln in den Händen der Hamas; davon wurden 94 am 7. Oktober 2023 aus Israel verschleppt. Vier weitere befanden sich bereits seit 2014 in Geiselhaft. 36 Geiseln verstarben während der Haft, darunter Hadar Goldin und Oron Shaul, die bereits 2014 von den Terroristen gefangen genommen worden waren.

### 15. Januar
US-Präsident Joe Biden und Katars Ministerpräsident Mohammed bin Abdulrahman Al Thani bestätigten, dass sich mit der Hamas auf eine Waffenruhe und den Austausch von israelischen Geiseln und palästinensischer Gefangene geeinigt wurde. Zudem solle eine Waffenruhe im Gazastreifen ab 19. Januar für zunächst 6 Wochen in Kraft treten. Das israelische Justizministerium veröffentlichte eine Liste der 735 Palästinenser, die in der ersten Phase des zwischen Hamas und Israel ausgehandelten „Geiseldeals“ freigelassen werden sollen; von Geiseln sollen zunächst Doron Steinbrecher, Emily Damari, und Romi Gonen zu ihren Familien zurückkehren können.

### 18. Januar
Der Zivilschutz im Gazastreifen teilte mit, dass die Zahl der palästinensischen Opfer nach der Ankündigung des am 19. Januar 2025 in Kraft tretenden Waffenstillstands zwischen Israel und der Hamas auf 122 Tote gestiegen sei; darunter befänden sich 33 Kinder und 33 Frauen. Mehr als 270 Palästinenser seien infolge israelischer Angriffe seit dem 19. Januar 2025 im Gazastreifen verletzt worden. Die Anzahl der seit dem Terrorangriff auf Israel am 7. Oktober 2023 im Gazastreifen getöteten Palästinenser erhöhte sich damit bis dato auf 46.876 Personen und die der verletzten auf 110.642.
Die IDF teilten mit, dass die Luftabwehr zwei ballistische Raketen abgefangen hat, die vom Jemen aus auf Israel abgefeuert wurden.

### 19. Januar
Der zwischen Israel und der Hamas ausgehandelte Waffenstillstand trat um 10:15 (MEZ, 11:15 Uhr Ortszeit) in Kraft. Da die Hamas die Namen der ersten drei freizulassenden Geiseln nicht rechtzeitig an Israel übermittelt habe, wie der israelische Armeesprecher Daniel Hagari am Morgen des 19. April offiziell mitteilte, habe der Waffenstillstand nicht wie vereinbart 7:30 Uhr (MEZ) beginnen können, sondern erst knapp drei Stunden später; die Hamas machte Medienberichten zufolge dafür technische Probleme verantwortlich. Die Israelischen Verteidigungsstreitkräfte (IDF) griffen währenddessen in Gaza weitere Ziele an. Wie vereinbart wurden nach Inkrafttreten des Waffenstillstandsabkommens drei weibliche Geiseln und 90 palästinensische Häftlinge freigelassen. Bei den freigelassenen palästinensischen Häftlingen handelte es sich um 70 Frauen und 20 Kinder, die in einem nahe Ramallah (Westjordanland) gelegenen Gefängnis inhaftiert waren.  a)
Laut UN-Welternährungsprogramm (WFP) brachten knapp 200 Lastwagen Hilfsgüter über die Grenzübergänge Kerem Schalom und Sikim nach Gaza. Polizeiminister Itamar Ben-Gvir verließ aus Protest gegen den Waffenstillstand mit seiner Partei Otzma Jehudit die Regierung.

### 20. Januar
Die Huthi teilten mit, dass sie künftig Schiffe im Roten Meer nicht mehr angreifen; ausgenommen seien jedoch Schiffe mit Israel-Bezug. Die Huthi drohten jedoch damit, die Angriffe wieder aufzunehmen, wenn die USA oder Großbritannien ihrerseits Angriffe auf die Huthi durchführen. Mehr als 100 Handelsschiffe wurden von den Huthi seit Oktober 2023 mit Raketen und Drohnen angegriffen. Die USA und Verbündete griffen die Huthi über 260 Mal an.

### 22. Januar
Herzi Halewi, Generalstabschef der Israelischen Verteidigungsstreitkräfte (IDF) und Yaron Finkelman, Chef des Südkommandos der IDF, kündigten am 21. Januar 2025 ihren Rücktritt aus den Israelischen Streitkräften an. Mit diesem Schritt trugen die beiden hohen Stabsoffiziere ihrer Verantwortung für Versäumnisse der IDF Rechnung, die den Terrorangriff der Hamas auf Israel am 7. Oktober 2023 begünstigt hatten. Halevi kündigte Verteidigungsminister Israel Katz in einem Brief an, dass er beabsichtige, die IDF am 6. März 2025 zu verlassen; Finkelman nannte im Brief an seinen vorgesetzten Offizier, IDF-Generalstabschef Halevi, kein Datum für sein Ausscheiden aus den israelischen Streitkräften. Die Mitglieder des Familienrates, der sich aus Angehörigen der Opfer des Terrorüberfalls vom 7. Oktober zusammensetzt, kündigten an, die Bemühungen um Aufklärung aller Umstände, die zum Terrorüberfall der Hamas auf Israel führten, solange fortzusetzen, bis eine per Gesetz eingesetzte staatliche Kommission die Ereignisse untersucht habe. Es gehe darum „Antworten zu erhalten, Lehren zu ziehen und die nächste Katastrophe zu verhindern“. Die Ankündigung des Rücktritts der IDF-Stabsoffiziere sehen die Familien der Opfer des Terrorüberfalls als „hervorragenden Anfang“ um die Umstände, die zu den Massakern und Geiselnahmen in Grenznähe zum Gazastreifen führten, aufzuklären. Sie forderten weitere hochrangige IDF-Offiziere und israelische Spitzenpolitiker auf, dem Beispiel der beiden IDF-Generäle zu folgen und von ihren Funktionen in Armee und Regierung zurückzutreten, wenn sie für Versäumnisse verantwortlich seien, die den Terrorüberfall der Hamas am 7. Oktober 2023 ermöglicht oder zumindest begünstig haben. Herzi Halevi, der sich am 21. Januar 2025 in einer Fernsehansprache an alle Israelis wandte, erklärte: „Ich trage die Folgen dieses schrecklichen Tages seitdem mit mir und werde sie für den Rest meines Lebens mit mir herumtragen“. Im Weiteren stellte er klar, dass er für das Versagen der IDF im konkreten Fall verantwortlich sei, aber auch für deren Erfolge. Er habe diese Entscheidung zum Austritt aus den Reihen der Armee schon vor langer Zeit getroffen und denke, dass jetzt, „da die Armee die Oberhand hat und eine Vereinbarung zur Rückgabe der Geiseln besteht“, die Zeit dafür reif sei.

### 25. Januar
Die vier israelischen Soldatinnen Liri Albag, Daniela Gilboa, Karina Ariev und Naama Levi, die beim Terrorangriff der Hamas auf Israel am 7. Oktober 2023 von einem Grenzüberwachungszentrum der israelischen Armee nahe dem Kibbuz Nahal Oz entführt wurden, kamen aus der Geiselhaft der Hamas frei und wurden dem Roten Kreuz übergeben. Die Hamas inszenierte die Übergabe als Propagandashow, bei der ein Publikum aus mehreren tausende Zivilisten und schwer bewaffneten Hamas-Kämpfern anwesend war. Nach der Übergabe wurden die jungen Frauen in einen Stützpunkt der Israelischen Verteidigungsstreitkräfte (IDF) nahe der „Grünen Linie“ zum Gazastreifen gebracht; dort trafen sie erstmals mit ihren Eltern zusammen. Anschließend wurden sie in ein israelisches Krankenhaus geflogen. Die Freilassung der vier Geiseln, die Angehörige des israelischen Militärs sind, entsprach nach israelischer Auffassung nicht der im Rahmen des Waffenstillstandsabkommens vom 15. Januar 2025 zwischen den Kriegsparteien abgeschlossenen Vereinbarung zum Gefangenenaustausch während der Waffenruhe. Diese sah in der ersten Phase des Abkommens vor, dass zunächst weibliche Zivilpersonen freikommen sollten, nicht Soldatinnen der israelischen Armee.

### 26. Januar
Donald Trumps Vorschlag, dass eine große Zahl von Palästinensern den Gazastreifen verlassen sollte, um den gesamten Streifen zu „säubern“, wurde von US-Verbündeten in der Region abgelehnt und von Anwälten und Aktivisten als gefährlich, illegal und undurchführbar kritisiert. Der US-Präsident hatte erklärt, er würde es begrüßen, wenn Hunderttausende von Menschen in Nachbarländer umziehen würden, entweder „vorübergehend oder möglicherweise langfristig“. Zu den möglichen Zielländern gehörten Jordanien, das bereits mehr als 2,7 Millionen palästinensische Flüchtlinge beherbergt, und Ägypten, fügte Trump hinzu. „Ich würde lieber mit einigen der arabischen Nationen zusammenarbeiten und Unterkünfte an einem anderen Ort bauen, wo sie vielleicht zur Abwechslung mal in Frieden leben können“, sagte Trump vor Reportern. „Es geht hier um wahrscheinlich anderthalb Millionen Menschen, und wir räumen das ganze Ding einfach aus und sagen: ,Wisst ihr was, es ist vorbei.‘“ Auf Zustimmung stieß Trumps Vorschlag dagegen bei rechtsextremen israelischen Politikern. Trump nahm gleichzeitig die von Biden ausgesetzte Lieferung von 2000-Pfund-Bomben an Israel wieder auf.

### 27. Januar
In südostlibanesischen Grenzdörfern tötete das israelische Militär im Verlauf von zwei Tagen 26 Menschen und verwundete über 151 weitere. Am 26. Januar war eine 60-tägige Frist für den Abzug israelischer Soldaten abgelaufen; Israel hatte jedoch am 24. Januar gemeldet, dass israelische Streitkräfte vorerst noch bleiben würden. Das libanesische Gesundheitsministerium erklärte, israelische Soldaten hätten auf zurückkehrende Bewohner mehrerer Dörfer geschossen. Die israelische Armee sprach von „Warnschüssen“. Die UN-Friedensmission für den Libanon (UNIFIL) erklärte: „Wie wir heute morgen tragischerweise erlebt haben, sind die Bedingungen für eine sichere Rückkehr der Bürger in ihre Dörfer entlang der Blauen Linie noch nicht hergestellt.“ UNIFIL rief die israelischen Streitkräfte auf, „nicht auf Zivilisten zu schießen“; jegliche weitere Gewalt würde die „fragile Sicherheitslage in der Region“ gefährden.

### 30. Januar
Die Deutsch-Israelin Arbel Yehoud und der 80-jährige Israeli Gadi Mozes wurden heute ebenso wie die IDF-Soldatin Agam Berger nach 482 Tagen Geiselhaft im Gazastreifen freigelassen und vom Roten Kreuz wieder nach Israel gebracht. Des Weiteren kamen auch die fünf Gastarbeiter aus Thailand Thenna Pongsak, Sathian Suwannakham, Sriaoun Watchara, Seathao Bannawat und Rumnao Surasak auf Betreiben der thailändischen Botschaft frei und können nun in ihr Heimatland zurückkehren. Die Israelis Yehoud und Mozes wurden zusammen mit den fünf thailändischen Geiseln unter „chaotischen und gefährlichen Umständen“ in Khan Younis vor dem zerstörten Haus des getöteten Hamas-Führers Yahya Sinwar an das Rote Kreuz übergeben. Aus Protest verzögerte Israel daraufhin die mit der Hamas vereinbarte Freilassung von 110 Palästinensern aus israelischen Haftanstalten. Die freigekommenen Palästinenser hatten sich bis heute entweder in israelischer Administrativhaft  a) befunden oder langjährige Haftstrafen in Israel verbüßt. Den drei freigelassen israelischen Geiseln sollen am Samstag, den 1. Februar 2025, drei weitere folgen. Acht der dreiunddreißig Geiseln, die in der ersten Phase des Waffenstillstandsabkommen zwischen Israel und der Hamas vom 15. Januar 2025 freigelassen werden sollten, seien bereits tot; dieses gehe aus einer von der Hamas an die israelischen Regierung übermittelten Liste hervor – alle übrigen seien, laut einer Erklärung des israelischen Regierungssprechers David Mencer, noch am Leben.